# Giancarlo Iliprandi
Giancarlo Iliprandi (Milano, 15 marzo 1925 – 15 settembre 2016) è stato un designer e grafico italiano.

## Biografia
Iliprandi   si diploma in pittura nel 1949 e in scenografia nel 1953 presso l'Accademia di belle arti di Brera. Inizia l'attività di graphic designer dopo l'incontro con Bruno Munari nel 1950 e collaborando agli allestimenti di Achille Castiglioni e Pier Giacomo Castiglioni, con Max Huber. 
Risalgono ai primi  anni cinquanta importanti commissioni da aziende come Agip, Rai, La Rinascente, e successivamente per Pirelli, Olivetti, Arflex, Montecatini, Eni,  Roche, Honeywell, Standa, FIAT ed Electa . Progetta inoltre l'immagine coordinata per le Cucine RB, Ankerfarm, Stilnovoe l'archigrafica per Grancasa (1985-99). 
A partire dagli anni sessanta lavora in qualità di art director per diverse riviste tra cui Scinautico (1960-63), Rivista RAI (1968-69), Popular Photography Italiana (1966-72), Abitare (1969-75), Esquire&Derby (1976-80), Arbiter (1980-81), Interni (1980-82), Phototeca (1980-86). Sue anche le copertine di Serigrafia, dal 1964 al 1992. 
Fotografo per passione e professione, fa parte del Centro per la cultura della fotografia di Luigi Crocenzi. Nascono da quest'esperienza pratica e teorica alcuni dei principali libri fotografici da lui progettati: Ex Oriente e Cinque rune, fotografie di Lanfranco Colombo (Edizioni del Diaframma, 1963 e 1964), Milano, fotografie di Giulia Pirelli e Carlo Orsi (Bruno Alfieri Editore,1965), I giochi della diciannovesima olimpiade, foto di Rolly Marchi (Olivetti 1969) e I Travestiti, fotografie di Lisetta Carmi, (Essedì editrice, 1972). Milano 2015, fotografie di Carlo Orsi (Skira, 2015).
Dal 1967 al 1978 fa parte del gruppo di ricerca per la progettazione di caratteri tipografici della Fonderia Nebiolo che porta alla definizione dei caratteri Forma, Modulo e Dattilo. 
Durante la propria carriera ottiene vari riconoscimenti tra cui il Gran Premio internazionale alla XIII Triennale di Milano (1964), un premio alla prima Biennale dell'Affiche a Varsavia (1966), il premio dell'ADCI (1967), il certificato di merito a Typomundus 20 (1969),  il Premio Compasso d'oro (1979, per il font "Modulo" e per la grafica strumentale della Fiat 131 Mirafiori e 2004, per "l'Arca" di l'Arca Edizioni) , Laurea ad Honorem in Disegno Industriale del Politecnico di Milano (2002), Premio Compasso d'oro alla Carriera (2011).
Ha insegnato all'Umanitaria di Milano, alla Scuola superiore di Tecnica Pubblicitaria Davide Campari, all'ISIA di Urbino (del quale era stato uno dei fondatori), all'Istituto Europeo di Design e al Politecnico di Milano  .
Viaggiatore curioso e instancabile, tra il 1997 e il 2016 ha pubblicato molti carnet, libri di disegni e piacevoli riflessioni 'di viaggio' ..
Socio dal 1961 dell'ADI (Associazione per il Disegno Industriale) ne è stato presidente dal 1999 al 2001 . È stato inoltre presidente dell'ICOGRADA (International Council of Graphic Design Associations) e dell'ADCM (Art Directors Club Milano) .

## Archivio
L'associazione Giancarlo Iliprandi, con sede a Milano, si occupa della tutela e della valorizzazione dell'opera di Giancarlo Iliprandi. 
L'archivio professionale di Giancarlo Iliprandi  è conservato presso l'Archivio del Moderno, Mendrisio (Svizzera), donato dallo stesso Iliprandi nel 2015 e riconosciuto di interesse storico dalla Soprintendenza archivistica della Lombardia. Un primo fondo archivistico è stato donato all'inizio  degli anni ottanta allo CSAC (Centro Studi e Archivio della Comunicazione) dell'Università di Parma. 